# 井山淳
井山 淳（いやま じゅん、1945年 - ）は、日本の元お笑い芸人。
志村けんの元相方。お笑いコンビ「マックボンボン」の元メンバー（ボケ）で、ザ・ドリフターズの付き人でもあった。渡辺プロダクションに所属していた。

## 来歴
北海道富良野市出身。高校時代は柔道部。中学3年生の時に家庭にTVが設置され、その際目にしたハナ肇とクレイジーキャッツに衝撃を受け、お笑いの世界に憧れるようになる。高校1年の時、由利徹に「弟子にしてください」と手紙を書く。一人でもこんなお笑いが出来るんだというのが理由である。由利徹からの返事は「高校を卒業しなさい。その時考える」だった。その後、由利の返事通り高校生活を送ったが、徐々にザ・ドリフターズやコント55号のお笑いの方へと興味が移っていったという。高校卒業後、地元信用金庫に就職したが、お笑いの夢をあきらめきれず、22歳の時に上京する。雑誌の付録に載っていた住所を手掛かりに、いかりや長介の自宅に行って、弟子入りを志願し、1969年頃、ザ・ドリフターズの付き人となる。同時期に映画『ドリフターズですよ!全員突撃』に端役で出演。この頃の芸名はいやま淳だった。
1972年に本名に変更し、同じくザ・ドリフターズの付き人だった志村けん（当時・志村健）と「チャーミングコンビ」を結成したが、いかりや長介からの「お前らは絶対チャーミングじゃない」という指摘により改名し、「マックボンボン」としてデビューする。身体を張ったネタが評判になり、徐々に小柳ルミ子、天地真理、森進一、沢田研二などの前座を任されるようになっていった。
同年10月にはさっそく日本テレビ系列の『ぎんぎら!ボンボン!』（後に『シャボン玉ボンボン』にリニューアル）にはじめてレギュラー出演するが、知名度の低さとワンパターンなネタがすぐに視聴者に飽きられ、番組は2本共に3ヶ月で打ち切りとなった（番組開始当初からいかりやはその事を危惧していた）。それにショックを受けた井山は失踪し、同時に脱退した。連絡が取れなくなった渡辺プロダクションは井山を契約解除した。
失踪後は28歳の時、芸能界を引退し、喫茶店で知り合ったウェイトレスで8歳年下の一般女性と結婚した。浅草の信用金庫、タクシー運転手や瓦職人を経て、2019年時点では交通指導員をしていた。タクシー運転手時代は、いかりや長介、加藤茶などが指名してくれてタクシーに乗せたことがある。
井山の失踪後、マックボンボンには元自衛隊員の福田正夫が加入するが、福田のやる気の無さで自然消滅し、志村はドリフ付き人に復帰した。
2019年7月31日に放送され、志村けんがゲストとして登場したテレビ朝日系列の『あいつ今何してる?』に井山がVTRで出演した。

## 主な出演
コンビでの出演は「マックボンボン」を参照。
- ドリフターズですよ!全員突撃（1969年、東宝 / 渡辺プロ） - ガードマン役